# Boyoma-vandfaldene

Boyoma-vandfaldene (Boyoma Falls, Swahili: Maporomoko ya Maji ya Boyoma , Fransk: chutes de Boyoma), tidligere kendt som Stanley Falls (fransk: Chutes Stanley; hollandsk: Stanleywatervallen), er en serie på syv vandfald, hver ikke mere end 5 meter høje, der strækker sig over mere end 100 km langs en kurve af Lualaba-floden mellem flodhavnebyerne Ubundu og Kisangani (også kendt som Boyoma) i provinsen Tshopo i Den Demokratiske Republik Congo. :Vol.Two,175  :Vol.Two,175 De syv katarakter har et samlet fald på 61 meter. De danner det største vandfald efter volumen af årlig strømningshastighed i verden, der overgår både Niagara-vandfaldene og Iguazu-vandfaldene.[kilde mangler] 
De to store katarakter er den første nedenfor Ubundu, der danner en smal og kroget strøm, der er svært tilgængelig, og den sidste, der kan ses og besøges fra Kisangani. Nedenfor strømfaldene er Lualaba kendt som Congofloden. En 1m-sporet smalsporet jernbane går uden om rækken af strømfald, der forbinder Kisangani og Ubundu.
Den sidste af de syv katarakter i Boyoma Falls er også kendt som Wagenia Falls ( fransk: chutes Wagenia, hollandsk: Wageniawatervallen). Navnet henviser til de lokale Wagenya (en) fiskere, som har udviklet en særlig teknik til at fiske i floden. De bygger systemer af træstativer tværs over strømfaldene, fastgjort i huller der er hugget i klippen af vandstrømmen. Disse tjener som ankre til kurve, der fanger store fisk. Kurvene sænkes ned i strømfaldene for at "si" vandet for fisk. Det er en meget selektiv fiskemetode, da kurvene er ret store, så kun store fisk bliver fanget.
Vandfaldene blev tidligere opkaldt efter Henry Morton Stanley, som udforskede regionen og bemærkede Wagenyas fisketeknikken blandt de lokale Wagenyaer. Ifølge Stanley, "...ved at udnytte klipperne er de indfødte blevet sat i stand til at fastgøre opretstående tunge pæle, 6 tommer i diameter, til hver af hvilke de fastgør enorme fiskekurve ved hjælp af rattan-kabel. Der er sandsynligvis tres eller halvfjerds kurve lagt i floden på hver side, hver dag; og selvom nogle kan komme tomme op, ser de generelt ud til at være rimeligt vellykkede, for ud af et halvt dusin kurve... blev der fanget 28 store fisk." :197 

## Galleri
| |
| Vandfaldene er nederst i midten af Stanleys kort. Hans rute er angivet med den optrukne sorte linje. |

|                                  |
| Stanley Falls tegnet af Stanley. |

|                                   |
| Wagenya fiskere ved Wagenia Falls |

|                |
| Wagenia Falls. |